# Castanea pumila

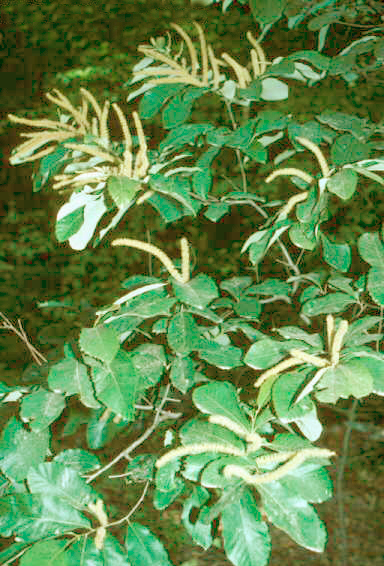
Amentos y follaje.

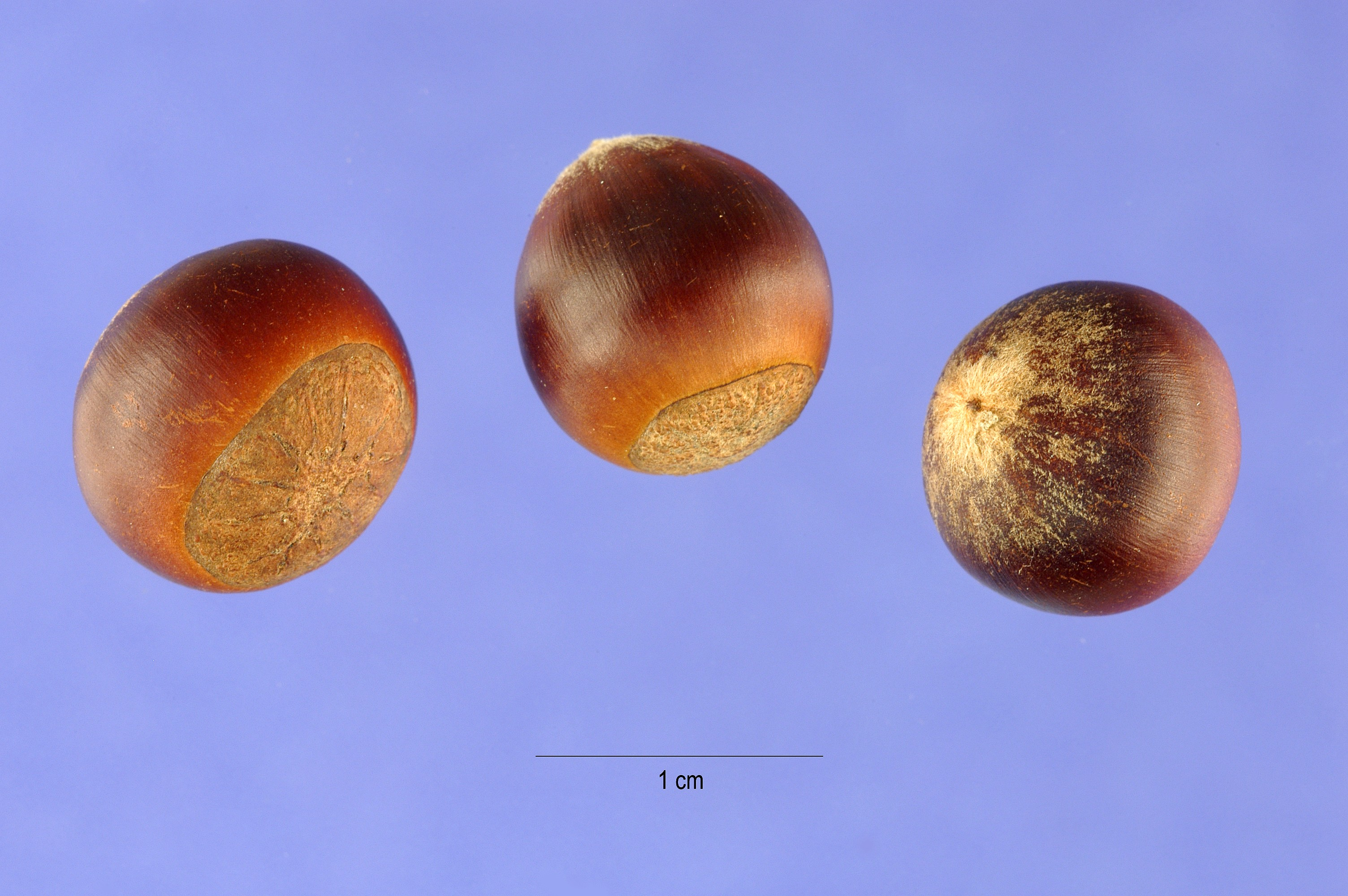
Aquenios sueltos.

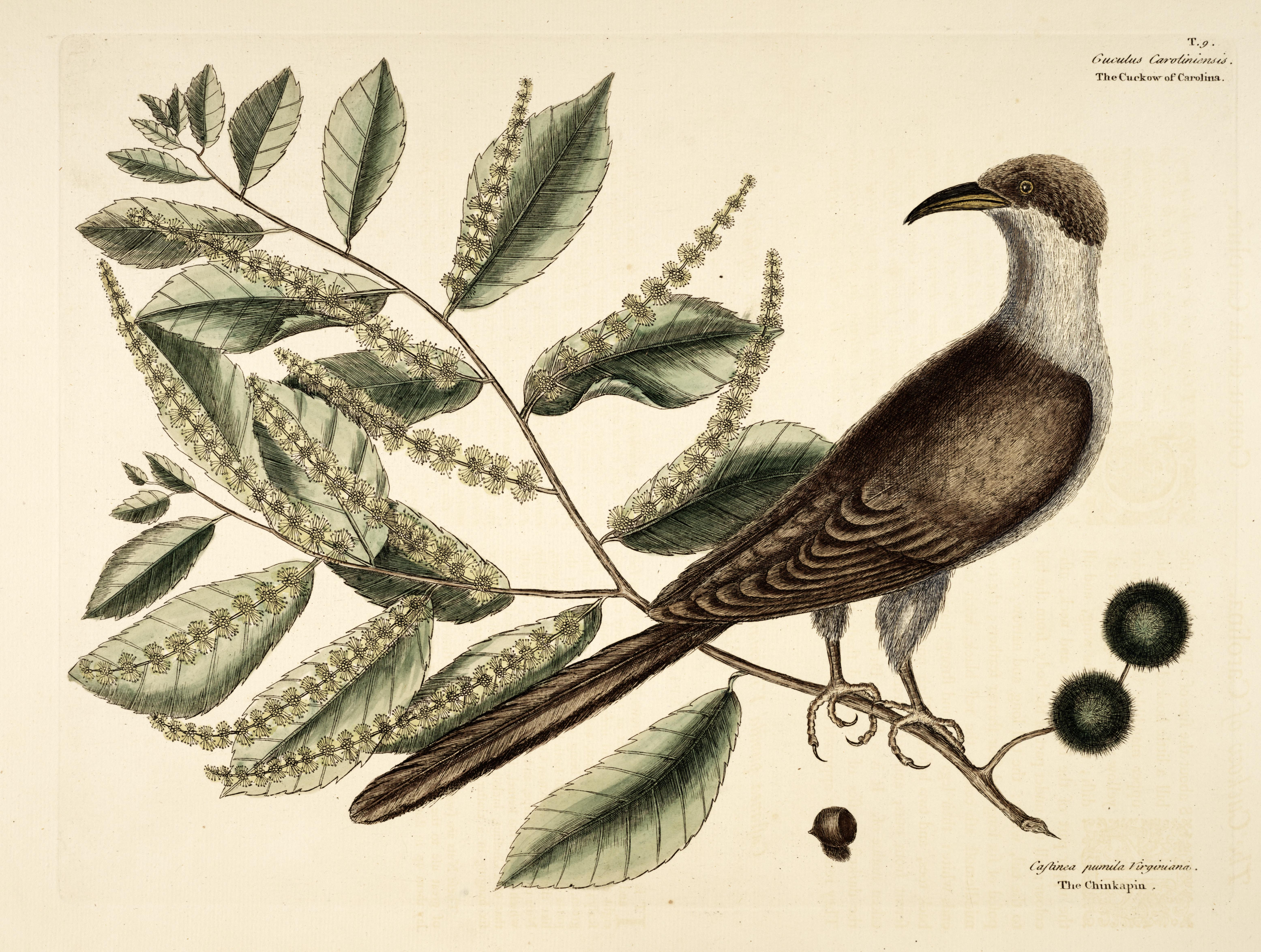
Ilustración

Castanea pumila es una especie de árbol de la familia Fagaceae y del género de los castaños (Castanea). Se distribuye por el sureste de Estados Unidos.

## Descripción
Arbustos o árboles de pueden llegar a los 15 m de altura, a menudo rizomatosos, con corteza gris a marrón, lisa a ligeramente fisurada. Las ramitas son puberulentas con pelos esparcidos, ocasionalmente glabras con la edad. Las hojas, con pecíolo de 3-7 (-10)mm, tienen el limbo estrechamente elíptico a estrechamente obovado o oblanceolado; miden 4-21 por 2-8 cm y tienen base redondeada a cordada, márgenes oscuramente a agudamente aserrados, cada diente abruptamente acuminado, generalmente de tamaño menor de 2 mm; la superficie abaxial es habitualmente densamente cubierta con pelos estrellados adpresos o erecto-lanudos, de color blanquecino a marrón, y ocasionalmente glabra especialmente en las hojas de sombra; los nervios son a menudo finamente puberulentos. Las inflorescencias son amentos más menos erectos con las flores masculinas en posición distal y las femeninas en la base; estas últimas tinen un a sola flor por cúpula que da un fruto cubierto de espinas que no sobrepasan 1 cm, bi-valvado y dehiscente irregularmente a lo largo de 2 suturas. Contiene solo un aquenio ovado-cónico de 7-21 por 7-19 mm, o sea prácticamente esférico, no aplanado y con pico de menos de 3 mm, excluyendo los estilos persistentes.

### Variabilidad intraespecífica
Numerosos nombres específicos han sido aplicados a poblaciones incluidas aquí como Castanea pumila. En general, el patrón de variación morfológica sugiere tres formas que tienen cierta continuidad geográfica y ecológica. Las poblaciones de mayor altitud y las del norte tienden a ser árboles o arbustos grandes con indumento de la superficie foliar abaxial densamente tomentoso, mientras que las poblaciones costeras del sur suelen tener tricomas estrellados, a menudo muy escasos o incluso son glabras (por ejemplo, C. Floridana). Estas poblaciones costeras se pueden separar en formas que son árboles o arbustos grandes con hojas poco a nada glandular frente a arbustos bajos rizomatosos con glándulas globosas prominentes en las ramas y hojas (centrados en el norte de Florida y Georgia adyacente). Esta última forma es probablemente la misma que C. alnifolia.

## Hábitat y distribución
Endémico del sureste s. l. de Estados Unidos, florece en mayo-junio en los bosques abiertos y sotobosques con suelos arenosos secos y eriales arenosos húmedos desde el nivel del mar hasta los 1000 m de altitud. En Alabama, Arkansas, Delaware, Florida, Georgia, Indiana, Kentucky, Luisiana, Maryland, Massachusetts, Misisipi, Missouri, Nueva Jersey, Nueva York, Carolina del Norte, Carolina del Sur, Ohio, Oklahoma, Pensilvania, Tennessee, Texas y Virginia.

## Usos
Las nueces son comestibles; también cultivado como ornamental.
Diversas preparaciones de las hojas de la especie fueron utilizados por los nativos americanos en medicina para aliviar dolores de cabeza y como febrífugo por los Cheroqui y como remedio gastro-intestinal por los Koasati.

## Taxonomía
Castanea pumila fue descrita por (L.) Miller y publicado en The Gardeners Dictionary:... eighth edition no. 2. 1768.
Etimología
Castanea: nombre genérico que deriva del Griego χάστανον y luego el Latín castănĕa, -ae, nombre del castaño y de la castaña (Virgilio, Bucolicas,1, 82), esta última también llamada castanea nux (Virgilio, Bucolicas, 2, 52), la nuez del castaño. También podría derivar de Castanaea, -ae o Castana, -ae, ciudad de Asia Menor o, según otros, del nombre armenio de este árbol.
pumila: epíteto latino que significa "enano".
Sinonimia
- Castanea alnifolia Nutt.
- Castanea alnifolia subsp. floridana (Sarg.) A.E.Murray
- Castanea alnifolia var. floridana Sarg.
- Castanea alnifolia var. pubescens Nutt.
- Castanea ashei (Sudw.) Sudw. ex Ashe
- Castanea chincapin K.Koch
- Castanea floridana (Sarg.) Ashe
- Castanea floridana var. angustifolia (Ashe) Ashe
- Castanea floridana var. arcuata (Ashe) Ashe
- Castanea floridana var. margaretta (Ashe) Ashe
- Castanea margaretta (Ashe) Ashe
- Castanea margaretta var. angustifolia Ashe
- Castanea margaretta var. arcuata Ashe
- Castanea nana Muhl.
- Castanea paucispina Ashe
- Castanea pumila subsp. ashei (Sudw.) A.E.Murray
- Castanea pumila var. ashei Sudw.
- Castanea pumila var. ashei Sudw.
- Castanea pumila var. margaretta Ashe
- Castanea pumila var. nana (Muhl.) A.DC.
- Fagus nana Du Roi ex Steud.
- Fagus pumila L.
- Fagus pumila var. serotina Walter[7]